# Хуаннихэ (приток Муданьцзяна)
Хуаннихэ́ (кит. упр. 黄泥河) — река в городском уезде Дуньхуа Яньбянь-Корейского автономного округа китайской провинции Гирин.

## География
Река берёт своё начало на восточном склоне хребта Чжангуанцайлин в районе посёлка Хуаннихэчжэнь, оттуда течёт на юго-восток к посёлку Цюлигоучжэнь, затем поворачивает на восток, огибает с севера Хуандаохэтунь и впадает в Муданьцзян.